# Dorin Recean
Dorin Recean (nascut el 17 de març de 1974) és un polític, economista i acadèmic moldau que ocupa el càrrec de Primer ministre de Moldàvia des del febrer de 2023.

## Biografia
Des del 2022 ha estat Assessor Presidencial de Defensa i Seguretat Nacional, i Secretari del Consell Suprem de Seguretat de Moldàvia. Anteriorment va ser Ministre de l'Interior de Moldàvia del juliol de 2012 al febrer de 2015. Té una àmplia experiència en el sector privat i en la indústria de les TIC, amb especialització en dades, incloent-hi big data, i anàlisi d'informació. També va treballar en institucions de desenvolupament i anteriorment va ser professor a diverses universitats.
Se'l considera prooccidental i un ferm partidari de l'adhesió de Moldàvia a la Unió Europea. S'ha oposat i criticat la invasió russa d'Ucraïna i ha donat suport a les mesures posteriors per reduir la dependència econòmica de Moldàvia de Rússia, expressant la seva simpatia i suport a Ucraïna en el conflicte. Ha defensat una major cooperació militar entre Moldàvia i l'OTAN.

### Primer ministre
Natalia Gavrilița va dimitir el 10 de febrer de 2023 després de no aconseguir que es promulgués el seu paquet de reformes, i la presidenta Maia Sandu va nomenar Dorin Recean, també del Partit d'Acció i Solidaritat (PAS), i que va continuar perseguint l'adhesió de Moldàvia a la Unió Europea. Al juny de 2023, Moldàvia va rebre l'estatus d'candidat a la membre de la Unió Europea, juntament amb Ucraïna.